# Roma Esporte Apucarana
Roma Esporte Apucarana, ou Roma Apucarana, foi um clube de futebol da cidade de Apucarana, no estado do Paraná. Fundado em 7 de fevereiro de 2000, mandava seus jogos no Estádio Municipal Olímpio Barreto e suas cores eram preto, vermelho e branco.
Em 27 de maio de 2014, uniu-se com o Cincão Esporte Clube, para formar o Apucarana Sports.

## História
Em 7 de fevereiro de 2000, foi fundado em Barueri, São Paulo, o Roma Esporte Internacional de Barueri, clube-empresa de propriedade de João Wilson Antonini, conhecido como Kiko, com o investimento da Roma Incorporadora, empresa na qual era sócio. O nome do clube é uma homenagem à mãe do fundador-presidente, que presidiu o clube até 2007, Romilda Antonini, e seus descendentes italianos. Em seu primeiro campeonato, o time de Barueri conquistou o vice-campeonato Sub-20 da Segunda Divisão em 2000, e em sua primeira Copa São Paulo de Juniores foi campeão em 2001.
Com o sucesso do então Roma Barueri, a prefeitura de Barueri queria apoiar um clube com o nome da cidade, mas o empresário Antonini não abriu mão do “Roma”. Com a falta do apoio esperado, ele enxergou uma oportunidade em Apucarana, no Paraná, para onde o time foi levado, para a disputa da Terceira Divisão estadual. A equipe fechou uma parceria com a prefeitura da cidade e usou boa parte dos juniores campeões da Copa São Paulo daquele ano. O Roma passou a adotar o nome Roma Esporte Apucarana e a mandar as partidas no Estádio Municipal Bom Jesus da Lapa, o mesmo usado pelo antigo Apucarana FC, e tinha como cores o amarelo, azul, vermelho e branco, mas com pressão da prefeitura acabou anos após trocando-as pelas do antigo Apucarana FC (vermelho, preto e branco).
Já no ano de estreia o clube conquistou o acesso para o Campeonato Paranaense de Futebol - Segunda Divisão, beneficiado pelo aumento de vagas em virtude da desistência de clubes da Segunda divisão.. Também na primeira disputa da Seguda Divisão em 2002, o Roma alcançou o acesso à primeira divisão do Paranaense, fazendo sua estreia em 2003 vencendo o Paraná Clube por três a um.
Nos dois anos seguintes (2004 e 2005), o time de Apucarana se classificou entre as oito melhores equipes do estado. Com destaque ao ano de 2005, chamando a atenção pelas três vitórias sobre as equipes da capital: vencendo o Paraná Clube duas vezes (1 x 0 e 3 x 1) e o Coritiba, uma (1 x 0). Em 2006, o Roma não foi além da primeira fase no Campeonato Paranaense, todavia, no segundo semestre, o clube conquistou o título da Copa 100 Anos da FPF garantindo a vaga para o Campeonato Brasileiro da Série C de 2007 e a Copa do Brasil de 2008.
Sem conseguir repetir a campanha do Campeonato Paranaense dos anos anteriores, o Roma Apucarana sofreu o rebaixamento em 2007. Na Série C do mesmo ano, o clube conquistou a classificação para na primeira fase, após liderar o seu grupo formado por Ulbra, Chapecoense e Paranavaí, mas foi eliminado na segunda fase, passando em seu grupo Esportivo e Bragantino.
Após a temporada de 2007 o seu presidente e fundador João Wilson Antonini deixa o clube e ruma para Itapetininga alterando o nome para Roma Esporte Clube e disputando a última divisão de São Paulo em 2008. O Roma Apucarana é mantido, agora com a direção de Sérgio Kowalski.
Em 2008, na Copa do Brasil, o clube perdeu em casa para o Volta Redonda por 2 a zero e foi eliminado sem a disputa do jogo de volta. Na segunda divisão o Roma Apucarana não conseguiu o acesso à primeira divisão nos anos de 2008 e 2009, retornando apenas em 2010, com o título da Campeonato Paranaense de Futebol de 2010 - Segunda Divisão,conquistando a vaga para a Primeira Divisão do Futebol Paranaense de 2011.
Após dois anos na elite, o clube é rebaixado em 2012 com uma rodada de antecedência para a Segunda Divisão e no ano seguinte é rebaixado mais uma vez, agora para a Terceira Divisão.
Em 26 de maio de 2014, o clube de Apucarana anunciou fusão com o Cincão, de Londrina e gerou oficialmente em 30 de maio, o Apucarana Sports. Com isso, o Roma, rebaixado para a Terceira Divisão paranaense, se licenciou junto à FPF e o novo clube assumiu a vaga.
Em 6 de dezembro de 2019, data em que o clube completaria 19 anos, ele é oficialmente desfiliado da Federação Paranaense.

## Rivalidades
O maior rival do Roma Esporte Apucarana foi o Arapongas Esporte Clube.

## Títulos

### Estaduais
- Copa dos 100 Anos: 2006
- Campeonato Paranaense - Série Prata: 2010

### Títulos da base
| NACIONAIS | NACIONAIS                        | NACIONAIS | NACIONAIS  |
|           | Competição                       | Títulos   | Temporadas |
| --------- | -------------------------------- | --------- | ---------- |
| Brasil    | Copa São Paulo de Futebol Júnior | 1         | 2001       |

## Uniformes

### Uniformes 2012
| 1º Uniforme | 2º Uniforme |

## Histórico
- 2001 - Disputou a Terceira Divisão e obteve vaga para a segunda;
- 2002 - 4º Na Segunda Divisão, ficou com a quarta vaga para a Primeira Divisão;
- 2003 - 11º colocado;
- 2004 - 6º colocado;
- 2005 - 8º colocado;
- 2006 - 10º colocado no Campeonato Paranaense;
- 2006 - Campeão da Copa Paraná 100 anos;
- 2007 - 15º colocado (rebaixado Campeonato Paranaense de Futebol - Segunda Divisão);
- 2007 - 17º colocado no Campeonato Brasileiro Série C;
- 2008 - Foi para à Copa do Brasil sendo eliminado na 1ª Fase;
- 2008 - 5º colocado Campeonato Paranaense de Futebol - Segunda Divisão;
- 2009 - 3º colocado Campeonato Paranaense de Futebol - Segunda Divisão;
- 2010 - 1º colocado (Campeão) Campeonato Paranaense de Futebol - Segunda Divisão;
- 2011 - 6º colocado no Campeonato Paranaense;
- 2012 - Rebaixado à Série Prata do Campeonato Paranaense;
- 2013 - Rebaixado à Terceira Divisão do Campeonato Paranaense;